# Sabotage
Sabotage (estrenada als Estats Units com The Woman Alone) és una pel·lícula de thriller britànica de 1936 dirigida per Alfred Hitchcock. Està basada en la novel·la The Secret Agent de Joseph Conrad.

## Argument
Hitchcock transforma completament la novel·la de Joseph Conrad: trasllada un episodi diferent dels anys vint a la tèrbola atmosfera de la preguerra. A Londres, una misteriosa dona comença a sospitar del seu marit, propietari d'un petit cinema de barri. Quan un sabotatge deixa sense energia elèctrica la ciutat, la dona comprèn que no es tracta d'un assumpte de faldilles.

## Adaptació
Hitchcock va adaptar lliurement la novel·la de Joseph Conrad, transformant els alts agents de l'era Tsarista i polítics provocadors en agents estrangers sense obvis lligams polítics. La botiga Verloc  és transformada en un cinema, amb les pel·lícules que mostra repetint la història, i el policia que investiga el cas és un agent encobert que treballa de verdulaire.  La pel·lícula va ser produïda en els anys que van precedir la Segona Guerra Mundial, el poder hostil darrere de les bombes va ser assumit per molts espectadors com l'Alemanya Nazi. Tanmateix, la pel·lícula no ho especifica això, i de fet, el nom de Verloc va ser el  primer que es va ser canviat, presumiblement perquè el seu nom en la novel·la, Adolf, tenia massa connotacions en l'època que la pel·lícula es va fer.

## Producció
Hitchcock va voler Robert Donat (amb qui anteriorment havia treballat a Els trenta-nou graons) com Spencer, però va ser forçat a triar John Loder a causa de l'asma crònica de Donat. Segons Hitchcock, en les seves entrevistes amb el director francès François Truffaut, Alexander Korda, amb qui Donat tenia un contracte, va rebutjar alliberar-lo.

## Repartiment
- Sylvia Sidney: Sra. Sylvia Verloc
- Oskar Homolka: Verloc, el marit de Sylvia
- Desmond Tester: Stevie, el germà petit de Sylvia
- John Loder: detectiu sergent Ted Spencer
- Joyce Barbour: Renee
- Matthew Boulton: superintendent Talbot
- S.J. Warmington: Hollingshead
- William Dewhurst: professor A.F. Chatman